# Список ЛГБТ+ тем

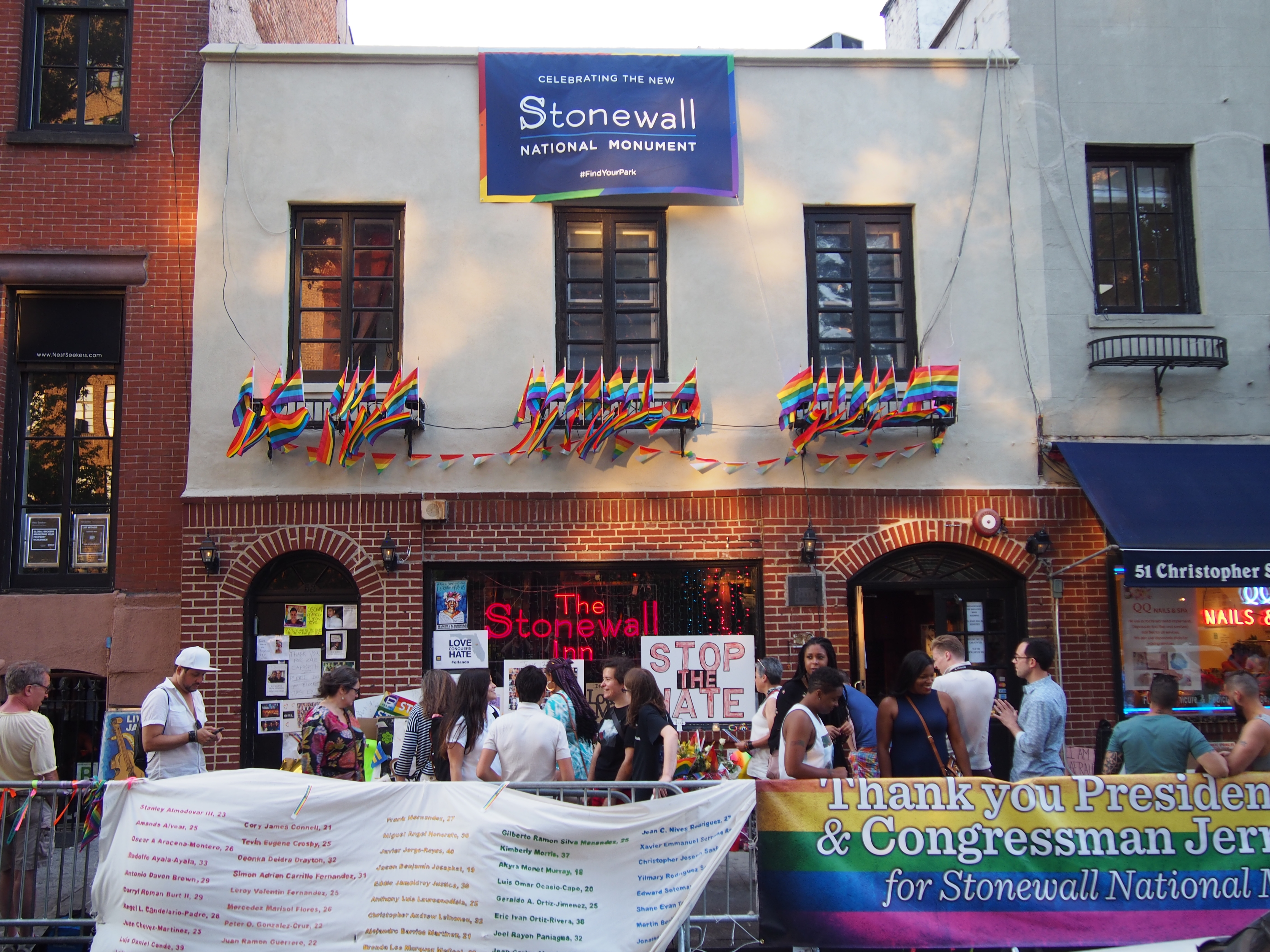
Готель " Stonewall Inn". 1969

Наступний нарис пропонує огляд та керівництво ЛГБТІК+темами.

## Стать та гендер
- Стать
  - Чоловік
  - Жінка, Дівчина
  - Інтерсексність
- Гендер
  - Гендерні стереотипи
    - Маскулінність
    - Фемінність

  - Гендерні ролі
    - Гендерні ролі в негетеросексуальних спільнотах

## Сексуальність
- Сексуальність людини
  - Сексуальне розмаїття
  - Чоловіча сексуальність
  - Жіноча сексуальність
  - Андрофілія та гінефілія
  - Трансгендерна сексуальність

- Сексуальна орієнтація
  - Моносексуальність
  - Гетеросексуальність
  - Гетеросексуальність
  - Негетеросексуальність
    - Гомосексуальність
      - Лесбійки
        - Жінки, які займаються сексом із жінками
        - Сексуальна практика між жінками

      - Геї
        - Чоловіки, які займаються сексом з чоловіками
        - Сексуальна практика між чоловіками

    - Бісексуальність
    - Пансексуальність
    - Асексуальність

  - Егодистонічна сексуальна орієнтація
- Сексуальна плинність
  - Бі-цікавість
  - Гетеролабільність
  - Сіра асексуальність
  - Допитливість

## Гендерна ідентичність
- Гендерна ідентичність
  - Цисгендер
  - Квір
  - Небінарний гендер
  - Третя стать
  - Трансгендер
    - Транссексуальність
    - Транс-чоловік
    - Транс-жінка

  - Кросдресинг
    - Дреґ
    - Трансвестизм
    - Передача (гендер)

## Романтика
- Романтична орієнтація
- Одностатеве кохання
- Гомоеротизм

## Вираження
- Гендерне самовираження
- У шафі та Камінг-аут
- Андрогінність
- Буч і фем
- Томбой

- Еффемінізація
- ЛГБТ-сленг
- Термінологія гомосексуальності

## Суспільство
- Гомосексуальність і суспільство
- Одностатеві сім'ї
- Одностатеві шлюби
- Усиновлення дітей представниками ЛГБТ
- ЛГБТ-рух

## Культура
- Гомосексуальна субкультура
- ЛГБТ+-спільнота
  - Бі-спільнота
  - Транс-спільнота
- ЛГБТ-соціальні рухи
- ЛГБТ-символи
- Гей-бар
- Гей-ікона
- Гей-медіа
- Гей-парад
- Гей-квартал
- Гайдар (гей-радар)
- Квір-мистецтво
- Квір-націоналізм

## Історія
- ЛГБТ-історія
  - Визвольний рух геїв і лесбійок
  - Історія гомосексуальності
  - Історія лесбійства
  - Історія одностатевих союзів
  - Стоунволлські бунти
  - Хронологія історії ЛГБТ
  - Історія трансгендерів

## Релігія
- Гомосексуальність та релігія
  - Християнство та гомосексуальність
- Трансгендерність та релігія
- Інтерсекс люди та релігія

## Теми проти ЛГБТ
- Стигма щодо СНІДу, упередження щодо людей з ВІЛ + та СНІДом
- Антигомосексуальні установки, суспільні установки проти гомосексуальності

- Анти-ЛГБТ-риторика, теми, крилаті фрази та гасла, які використовувались для засудження гомосексуальності або приниження гомосексуальних людей
  - Антигомосексуальна діяльність, пропаганда, заснована на негативі та гомофобії щодо гомосексуалів, а іноді й інших негетеросексуальних людей

- Дискримінація небінарних людей
- Егодистонічна сексуальна орієнтація, психічний розлад сексуальної орієнтації або потяг, що суперечить ідеалізованому образу себе
- Рух ексгеїв, люди, які колись визнавали себе гомо- чи бісексуальними, але які більше не стверджують цю ідентичність
- Гетеронормативність та Гетеросексизм, ставлення, упередженість та дискримінація на користь гетеросексуальності або гетеросексуальних людей
  - Гомофобія, антипатія до гомосексуальних людей, страх перед ними, відраза до них, дискримінація та насильство проти них
  - Лесбофобія, антипатія, дискримінація та насильство щодо лесбійок
  - Біфобія, антипатія до бісексуальних людей
  - Ацефобія, антипатія до асексуальних людей
  - Насильство проти ЛГБТ, насильство, мотивоване сексуальністю чи гендерною ідентичністю
    - Гей-бит, словесне чи фізичне насильство над людиною, яку агресор сприймає як гея, лесбійку чи бісексуала

- Стереотипи про ЛГБТ

- TERF, абревіатура від транс-ексклюзивного радикального фемінізму

- Трансфобія, антипатія до трансгендерних людей
  - Трансмізогінія, антипатія до транс-жінок
  - Транс-башинг, акт жертви фізичної, сексуальної чи словесної діяльності, оскільки вона трансгендерна чи транссексуальна